# 埃斯皮诺萨-德洛斯蒙特罗斯
埃斯皮诺萨-德洛斯蒙特罗斯（西班牙語：Espinosa de los Monteros）是西班牙卡斯蒂利亚-莱昂布尔戈斯省的一个市镇。总面积138平方公里，总人口2062人（2001年），人口密度15人/平方公里。